# Флавіу Феррейра
Флавіу Феррейра (порт. Flávio Ferreira, нар. 19 жовтня 1991, Ногейра-ду-Краву) — португальський футболіст, що грав на позиціях опорного півзахисника і центрального захисника.

## Ігрова кар'єра
Народився 19 жовтня 1991 року. Займався футболому у структурі клубу «Олівейра-ду-Ошпітал», а з 2006 року — «Академіки» (Коїмбра).
Розпочинав дорослу футбольну кар'єру виступами на правах оренди за «Турізенсе» та «Спортінг» (Ковільян), після чого 2011 року дебютував в іграх за головну команду «Академіки», де провів два сезони.
Став гравцем основного складу в рідній команді і привернув увагу керівництва іспанської «Малаги», з якою влітку 2013 року уклав трирічну угоду. За головну команду «Малаги» дебюутвав у січні 2014, вийшовши на заміну замість травмованого Велігтона у грі проти «Леванте». Утім невдовзі вже сам португалець отримав важку травму, яка фактично завершила ігрову кар'єру 22-річного футболіста. Перебував у розпоряджені «Малаги» до завершення контракту у 2016, однак останню офіційну гру провів ще у 2014.

## Титули і досягнення
- Володар Кубка Португалії (1):

«Гамільтон Академікал»: 2011/12